# Graceland (serie de televisión)
Graceland fue una serie de televisión drama policial estadounidense en USA Network creado por Jeff Eastin. Se estrenó el 6 de junio de 2013.
La serie fue cancelada tras 3 temporadas por problemas económicos y poca audiencia. El último episodio fue emitido el 17 de septiembre de 2015.

## Argumento
Un grupo de agentes encubiertos de varias agencias de la ley en los Estados Unidos, incluyendo la DEA, el FBI, y el ICE, viven juntos en una playa del sur de California conocida como «Graceland». El agente novato del FBI, Mike Warren, es asignado a la casa recién salido de la Academia del FBI, en Quantico. Sus nuevos compañeros son Paul Briggs, agente en cargo de la división del FBI que opera en la casa y con más misterios de los que debería tener; Dale "DJ" Jakes, el único miembro del ICE en Graceland, con un carácter solitario y pasota; Catherine "Charlie" DeMarco, del FBI, una mezcla de figura maternal y capitán del ejército; Joe "Johnny" Tuturro, del FBI, el payaso de la casa que solo quiere que reine la armonía y la felicidad; y por último, Paige Arkin, de la DEA, a medio camino entre top model y calculadora sin escrúpulos.

## Reparto

### Principal
- Daniel Sunjata como Paul Briggs, Agente de formación Superior de Senior Agent/Mike.[3]
- Aaron Tveit como Mike "Levi" Warren, Agente novato del FBI.[3]
- Brandon Jay McLaren como Dale "DJ" Jakes, agente de ICE.[3][4]
- Vanessa Ferlito como Catherine "Charlie" DeMarco, agente de FBI.[3]
- Manny Montana como Joe "Johnny" Tuturro, Agente de FBI.[3]
- Serinda Swan como Paige Arkin, Agente de DEA.[3]

### Secundarios
- Pedro Pascal como Juan Badillo, FBI agent.[5]
- Jenn Proske como Abby.[6]
- Vincent Laresca como  Rafael Cortes, Mexican Federale/Jangles.[7]
- Gbenga Akinnagbe como Jeremiah Bello, Aumento señor de la guerra criminal del Sur de California de drogas, armas, contrabando y secuestro.

## Episodios

### Temporada 1
| Episodio | Título                    | Director(es)       | Escritor(es)                   | Emisión en USA | Resumen |
| 1        | Piloto                    | Russell Lee Fine   | Jeff Eastin                    | 2013/06/06     | Un agente del FBI recién graduado se une a otros 5 agentes encubiertos del FBI, la DEA y la patrulla fronterera de los EE. UU., y viven juntos bajo el mismo techo en una casa en la playa de California.                                                |
| 2        | El perrito de Guadalajara | Russell Lee Fine   | Jeff Eastin                    | 2013/06/13     | Cuando sus investigaciones en curso chocan, Briggs y Mike aprovechan la oportunidad para enfrentar bandas rivales mientras Mike aprende que vivir encubierto viene con muchas complicaciones morales.                                                    |
| 3        | Huida Rápida              | Renny Harlin       | Jeff Eastin & Stephen Godchaux | 2013/06/20     | Briggs llama a la casa para ayudar a Lauren con su caso contra la mafia rusa y Charlie se mete en problemas cuando recibe información poco fiable sobre un trato de drogas.                                                                              |
| 4        | La Caja de Pizza          | Sanford Bookstaver | Jeff Eastin & Daniel Shattuck  | 2013/06/27     | Un narcotraficante recluye a Mike para que enseñe a su banda a disparar; Paige añade a Jakes y a Tuturro a su operación contra una granjera que cosecha marihuana.                                                                                       |
| 5        | Suspiro en O              | Renny Harlin       | Jeff Eastin & Matthew Negrete  | 2013/07/11     | Mientras Mike se mete más en la organización de Bello; Briggs y Charlie vuelven a pasar por una pareja para investigar un vendedor de droga llamado Odín Rossi.                                                                                          |
| 6        | Un Clavo Saca Otro Clavo  | David Straiton     | Jeff Eastin & Andrew Colville  | 2013/07/18     | Mike convence a Bello de robar al cartel de drogas más poderoso de California del Sur y pide ayuda a Johnny por su talento bajo el agua. |
| 7        | Adiós Adicción            | Russell Lee Fine   | Jeff Eastin & Joe Henderson    | 2013/07/25     | Secretos oscuros son desvelados cuando Charlie decide decirle a los de la casa que probó la heroína cuando estaba encubierta. Briggs por fin le cuenta la verdad a Mike pero cuando la investigación va a cerrarse, resulta que Briggs tenía un secreto. |
| 8        | El Hombre de la Bolsa     | Russell Lee Fine   | Jeff Eastin & Ryan Scott       | 2013/08/08     | La nueva amistad de Briggs y Bello es puesta en prueba cuando el cartel de Caza ofrece un ultimátum muy peligroso que lleva a Mike a empujar los límites de su zona de confort.                                                                          |
| 9        | Alarma de Humo            | Paul Holahan       | Jeff Eastin & Aaron Fullerton  | 2013/08/15     | Una guerra estalla entre Bello y el Cartel Caza. Charlie encuentra un aliado inesperado mientras le sigue la pista a Odín. Briggs confronta su pasado.                                                                                                   |
| 10       | El Castillo del Rey       | Charlotte Sieling  | Jeff Eastin & Daniel Shattuck  | 2013/08/22     | Charlie descubre un secreto sobre Briggs y se alía con un federal para llegar hasta el fondo del asunto. Mike descubre que Briggs es sospechoso en la desaparición de Juan.                                                                              |
| 11       | Finales Felices           | Sanford Bookstaver | Jeff Eastin & Joe Henderson    | 2013/09/05     | Mike y Briggs investigan la desaparición de Juan, que lleva a Briggs a tomar una importante decisión sobre su futuro. |
| 12       | Peón                      | Russell Lee Fine   | Jeff Eastin                    | 2013/09/12     | El final de la temporada nos muestra a un miembro de Graceland como rehén de Jangles, un asesino sádico del cartel Caza. |

### Temporada 2
| Episodio | Título              | Director(es)       | Escritor(es)                  | Emisión en USA | Resumen |
| 1        | La línea            | Russell Lee Fine   | Jeff Eastin                   | 2014/06/11     | Mike es forzado a regresar a Graceland cuando Briggs le cuenta que el Cartel Caza quiere matarlo.                                                               |
| 2        | Conecta             | Stephen Surjik     | Jeff Eastin & David Simkins   | 2014/06/18     | Briggs se reúne con el cartel Caza a escondidas de Charlie. Mike ayuda a Paige con un caso y Jakes busca un nuevo hogar para compartir con su hijo.             |
| 3        | Campanita           | Sheree Folkson     | Jeff Eastin & Daniel Shattuck | 2014/06/25     | Mike pone a sus compañeros en peligro al tartar de acercarse al Cartel Caza. Jakes vuelve a Graceland derrotado.                                                |
| 4        | Número Mágico       | Marc Roskin        | Jeff Eastin & Aaron Fullerton | 2014/07/09     | Briggs y Charlie se comportan de manera riesgosa. Johnny se pregunta que tan lejos llegaría por un caso luego de una noche de fiesta con Carlito.               |
| 5        | F-E-L-I-Z           | Sanford Bookstaver | Jeff Eastin & Ryan Scott      | 2014/07/16     | Mike debe apurar su operación pues Jessica Foster llega a Graceland para cerrarla. El hijo de Jake llega a buscarlo.                                            |
| 6        | El desafortunado    | Russell Lee Fine   | Jeff Eastin & William Rotko   | 2014/07/23     | Paige se infiltra como esclava sexual del cartel. Mike y Briggs deben poner a un lado su ética para recuperarla.                                                |
| 7        | Los Malos           | Sanford Bookstaver | Jeff Eastin & Carla Ching     | 2014/07/30     | Briggs y Mike buscan la manera de acercarse al policía corrupto que trabaja para Solano. Johnny rescata a la hermana de Carlito.                                |
| 8        | Finales             | Alrick Riley       | Jeff Eastin & David Simkins   | 2014/08/06     | Charlie busca ayuda para robar el banco. Mike genera un plan para rescatar a las esclavas sexuales.                                                             |
| 9        | Gratis              | Larry Teng         | Jeff Eastin & Daniel Shattuck | 2014/08/13     | Johnny conoce a la cabeza del Cartel Solano. El plan para rescatar a Lina resulta más complicado para Mike de lo que esperaba. Charlie planea el robo al banco. |
| 10       | La cabeza del cerdo | Larysa Kondracki   | Jeff Eastin & Aaron Fullerton | 2014/08/20     | Paige conspira con Briggs para acabar con la operación de Mike.                                                                                                 |
| 11       | Hogar               | Duane Clark        | Jeff Eastin & Ryan Scott      | 2014/08/27     | Briggs recibe una llamada anónima en la que escucha la grabación de la muerte de Badillo. El equipo ataca el banco.                                             |
| 12       | Ecos                | Russell Lee Fine   | Jeff Eastin & Daniel Shattuck | 2014/09/03     | Aunque el equipo piensa que tiene la operación Solano resuelta, Sid aún tiene trucos bajo la manga.                                                             |
| 13       | Fe                  | Russell Lee Fine   | Jeff Eastin & Daniel Shattuck | 2014/09/10     | Comienzan a desmoronarse todos los planes, Paige está dolida por la muerte de Lina.                                                                             |